# 遠藤彩見
遠藤 彩見（えんどう さえみ）は、日本の小説家、脚本家。1996年に第１回日本テレビ・シナリオ登龍門の優秀賞を受賞しデビューした。

## 経歴
東京都生まれ、埼玉県育ち。シナリオ作家協会主催・シナリオ講座第9期修了。デザイン事務所勤務、コピーライター職を経て、1996年、オムニバスドラマ『日本一短い母への手紙』(日本テレビ)でデビュー。テレビドラマ『入道雲は白 夏の空は青』が第16回ATP賞ドラマ部門最優秀賞受賞。老人向け夕食宅配サービスを題材にした「ひかりのまち」が国際エミー賞2001ファイナリスト（アジア代表選出作品・ベスト8）、平成13年日本民間放送連盟賞テレビドラマ部門優秀賞、第38回ギャラクシー賞奨励賞、日本照明家協会賞テレビ部門奨励賞を受賞した。
その他、主な作品に、TBS系列愛の劇場枠「永遠の1/2 (テレビドラマ)」、 マガジンドラマ「南回帰線をこえて」、テレビ朝日系「ココだけの話」、朗読劇「林檎の木」（ベニサンピット）などがある。
2013年に初の小説『給食のおにいさん』を発表、ベストセラーとなり既刊5冊のシリーズとなる。料理人、ケータリングサービス、バー経営者、キャバクラのキッチンなど、食や飲食業をテーマにすることが多い。食に興味を持ったきっかけとして30代で食物アレルギー（赤身肉やジビエ）の発症がある。マクロビオティックや漢方なども取り入れた経験より「食というのは楽しみである一方で、生きていくためのツールなんだと実感した」と語っている。
2017年、第65回愛知県学校給食研究大会で「小説で描く給食の魅力」をテーマに講演。
2019年、食の検定1級を取得。イートライトサポーターズに登録。

## 主な作品

### 小説
- キッチン･ブルー（2015年11月 新潮社 / 2018年6月 新潮文庫）
- イメコン（2018年5月 創元社文庫）
- バー極楽（2018年8月 KADOKAWA）
- 千のグラスを満たすには（2018年11月 新潮社）
- みんなで一人旅（2020年10月 集英社文庫）
- 二人がいた食卓（2020年11月 講談社）

#### 給食のおにいさんシリーズ
- 給食のおにいさん（2013年10月 幻冬舎文庫）
- 給食のおにいさん 進級（2014年4月 幻冬舎文庫）
- 給食のおにいさん 卒業（2014年8月 幻冬舎文庫）
- 給食のおにいさん 受験（2015年8月 幻冬舎文庫）
- 給食のおにいさん 浪人（2016年10月 幻冬舎文庫）

### テレビドラマ
- 入道雲は白 夏の空は青
- ここでキスして。
- Lucky!
- はぐれ刑事純情派
- ココだけの話
- モーニング娘。新春! LOVEストーリーズ
- モーニング娘。サスペンスドラマスペシャル
- ダイヤモンドガール
- 電池が切れるまで
- 嬢王
- 下北GLORY DAYS
- クピドの悪戯 虹玉
- パズル
- 白と黒
- かりゆし先生ちばる!
- 嬢王3〜Special Edition〜
- ひかりのまち（北海道テレビ）

### 漫画原作
冷蔵庫探偵（2011-12年 ゼノンコミックス）全3巻

### 朗読劇
林檎の木（2001年 ベニサンピット）

### 講演
「小説で描く給食の魅力 —お前ら、口開けて待ってろ —」（2017 第65回愛知県学校給食研究大会）